# Mohamed Oufkir
Il generale Mohamed Oufkir (Aïn Chair, 14 maggio 1920 – Rabat, 16 agosto 1972) è stato un generale e politico marocchino.

## Biografia
Di origine berbera, negli anni sessanta e nei primi settanta fu braccio destro del re Hassan II del Marocco, occupandosi della supervisione e del controllo di politici, sindacalisti e delle istituzioni religiose. Fece reprimere con la forza le proteste politiche nel paese, con provvedimenti restrittivi di polizia e militari, spionaggio governativo, processi farsa e l'applicazione di numerose pratiche illegali, come uccisioni e sparizioni. Figura temuta nei circoli dei dissidenti, era considerato come eccezionalmente vicino al potere. Una delle più conosciute tra le sue vittime, si presume essere il famoso politico del movimento terzomondista Mehdi Ben Barka, "scomparso" misteriosamente a Parigi nel 1965. Un tribunale francese lo ha condannato, ritenendolo colpevole di quell'omicidio.
Nel 1967 Oufkir venne nominato Ministro degli Esteri, vedendo così enormemente accresciuto il proprio potere di controllo diretto sulla maggior parte degli apparati di sicurezza. Quando venne poi nominato Ministro della Difesa, dopo il fallimento di un golpe militare repubblicano nel 1971, ne approfittò per avviare una manovra di epurazione dell'esercito e provvedendo a collocare nei posti chiave suoi sostenitori personali. Il suo dominio sulla scena politica diventò pressoché totale: il re faceva più che mai affidamento sulle sue capacità per contenere il crescente dissenso.
L'anno seguente Oufkir tentò un rovesciamento della monarchia, ordinando all'aviazione militare marocchina di aprire il fuoco contro il jet del re ed organizzando nel frattempo un colpo di mano a terra. Hassan sopravvisse, però, e secondo alcune fonti, una volta ripreso saldamente il controllo, avrebbe fucilato personalmente Oufkir. Secondo la versione ufficiale, invece, Oufkir si sarebbe ucciso dopo essersi reso conto del fallimento del golpe. Testimoni oculari avvalorano la tesi ufficiale della morte: recatosi al Palazzo Reale, dopo aver inutilmente chiesto di essere ricevuto da Hassan, il generale ha estratto la sua pistola ed ha sparato un primo colpo rivolto al cielo ed un secondo alla tempia.
Su ordini del re, l'intera famiglia di Oufkir venne poi inviata in un campo di prigionia segreto nel deserto. Furono rilasciati solo nel 1991, dopo le pressioni insistenti degli Stati Uniti e della Comunità europea sul regime. Dopo cinque anni vissuti sotto stretto controllo da parte della polizia, fuggirono in Francia. Questa storia è stata raccontata nei dettagli dalla figlia Malika, nel libro Vite rubate: venti anni in una prigione nel deserto. Anche la moglie Fatima ed il figlio Raouf hanno pubblicato i loro racconti di quel periodo.